# 朗布蘭奇
朗布蘭奇（Long Branch）是美國紐澤西州蒙茅斯縣的一座城市。建立於1867年，朗布蘭奇原先是一個濱海度假小鎮，曾有多位美國總統造訪。2020年有人口31,667人。